# نظرية الإستعادة

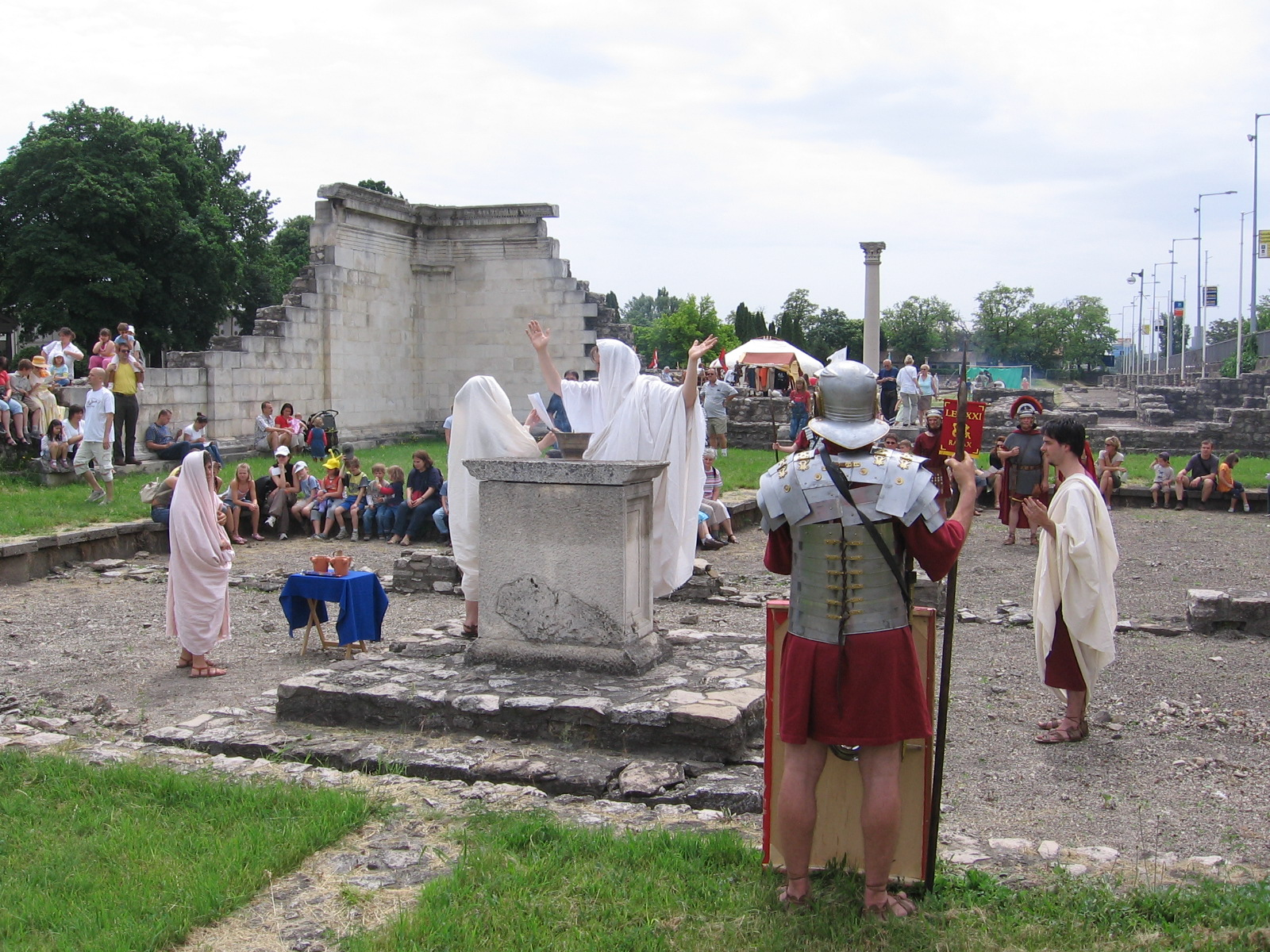
نوفا روما التضحية لكونكورديا فيأكوينكوم (بودابست)، فلوراليا 2008

نظرية الاستعادة هي مقاربة للوثنية الحديثة التي ظهرت لأول مرة في أواخر الستينيات إلى أوائل سبعينيات القرن العشرين، والتي اكتسبت زخماً بدأ في التسعينيات. محاولات إعادة الإعمار لإعادة تأسيس الأديان التاريخية الشرك في العالم الحديث، على النقيض من الحركات التوفيقية وثنية جديدة مثل يكا، والحركات «الموجهة» مثل التصوف الجرمانية أو الفلسفة.
في حين أن التركيز على الدقة التاريخية قد ينطوي على إعادة تشريع تاريخي، إلا أن الرغبة في الاستمرارية في تقاليد الطقوس ( الأرثوذكسية ) هي سمة شائعة للدين بشكل عام، كما يظهر في الطقوس الأنجليكانية، أو في الكثير من القداس المسيحي. 

## Reconstructionism and Neopaganism
Linzie (2004) يعدد الفرق بين الشرك الحديث، مثل هيلينية، والوثنية «الكلاسيكية» كما وجدت في الثامن عشر للحركات منتصف القرن العشرين، بما في ذلك التصوف الجرماني، في وقت مبكر Neodruidism ويكا.
1. لا توجد أي محاولة لإعادة بناء الوثنية الأوروبية المشتركة.
2. يحاول الباحثون البقاء ضمن المبادئ التوجيهية للبحث التي تم تطويرها على مدار القرن الماضي للتعامل مع الوثائق التي تم إنشاؤها في الفترات الزمنية التي يدرسون فيها.
3. يستخدم نهج متعدد التخصصات الاستفادة من نتائج من مختلف المجالات مثل البحوث الأدبية التاريخية، والأنثروبولوجيا، والتاريخ الديني، والتاريخ السياسي، وعلم الآثار، وعلم الإنسان الشرعي، وعلم الاجتماع التاريخي، وما إلى ذلك مع محاولة علنية لتجنب العلوم الزائفة.
4. هناك محاولات جادة لإعادة إحياء الثقافة والسياسة والعلوم والفن في هذه الفترة من أجل فهم أفضل للبيئة التي تمارس فيها المعتقدات الدينية. [3]